# Русанов, Алексей Николаевич
Алексе́й Никола́евич Руса́нов (род. 6 апреля 1963, Гатчина, Ленинградская область) — капитан 1-го ранга ВМФ РФ, Герой Российской Федерации (2008). Старший специалист отдела специалистов войсковой части.

## Биография
Родился 6 апреля 1963 года в городе Гатчина Ленинградской области. Русский. Окончил среднюю школу.
С 1980 года в Военно-Морском Флоте, поступил в Высшее военно-морское инженерное училище имени Ф. Э. Дзержинского, которое закончил в 1985 году.
- В 1985—1986 годах — инженер группы дистанционного управления дивизиона движения электромеханической боевой части;
- В 1986—1988 годах — командир трюмной группы дивизиона движения электромеханической боевой части;
- В 1988—1989 годах — командир группы дистанционного управления дивизиона движения электромеханической боевой части;
- В 1989—1990 годах — командир трюмной группы дивизиона движения электромеханической боевой части атомного подводного крейсера стратегического назначения Тихоокеанского флота.

С 1990 года слушатель, затем специалист и старший специалист отдела специалистов войсковой части в городе Петродворец (ныне — Петергоф) Петродворцового района Санкт-Петербурга. Участвовал в государственных испытаниях новой боевой техники. Внёс большой вклад в совершенствование обслуживания механизмов электромеханической боевой части и способов эксплуатации систем и энергетических установок атомных подводных лодок.
Указом Президента Российской Федерации от 21 апреля 2008 года за мужество и героизм, проявленные при выполнении специального задания командования, связанного с риском для жизни капитану 1-го ранга Русанову Алексею Николаевичу присвоено звание Героя Российской Федерации с вручением медали «Золотая Звезда» (№ 909).
Живёт в Санкт-Петербурге.
Капитан 1-го ранга (1999). Награждён орденом Мужества, медалями. Активно занимается общественной деятельностью, выступает перед кадетами и школьниками.